# 土曜日曜月曜
『土曜日曜月曜』（どようにちようげつよう）は、TBS系列の「金曜ドラマ」（毎週金曜日22:00 - 22:54）の枠で、1981年（昭和56年）8月7日から同年9月11日まで放送されていたテレビドラマ。全6話。

## 概要・内容
貿易会社を経営する高村清二は、先妻亡き後、先妻の子・悠子を連れて秘書をしていた夏美と再婚。毎週土曜日には軽井沢の別荘で週末を過ごす生活をしていた。一見幸せそうに見えるような一家だが、実は一家みんな気持ちはバラバラで、夏美には二歳年下の建築デザイナー・千野優が、清二には若い秘書・中村和代というそれぞれの恋人が居り、優子は夏美に心を許していないという状態。ある日、夏美が忘れた結婚指輪を届けるために千野が外車で軽井沢を訪れ、夏美と会っているその所を悠子が目撃、そこから事態は動き出した…。そんな一家が、徐々に崩れていく様子を都会的な作風で描いた。  

## キャスト
- 高村夏美：浅丘ルリ子
- 千野優：田村正和
- 高村清二：高橋昌也
- 高村悠子：池上季実子
- 瀬川貞一：井上純一
- 瀬川京子：加藤治子 - 貞一の母
- 中村和代：結城しのぶ
- 佐川満男
他

## スタッフ
- 脚本：福田陽一郎
- 演出：服部晴治（第1、2、4、6各話）、近藤邦勝（第3、5話）
- 制作：TBS

## 主題歌
TAN TAN（大空はるみ）『WEEKEND LOVE』 （作詞：福田陽一郎、作曲：筒美京平）.